# Toxicodendron fulvum
Toxicodendron fulvum är en sumakväxtart som först beskrevs av William Grant Craib, och fick sitt nu gällande namn av C.Y. Wu & T.L. Ming. Toxicodendron fulvum ingår i släktet Toxicodendron och familjen sumakväxter. Inga underarter finns listade i Catalogue of Life.